# Kurub
Der Kurub ist ein kleiner Schildvulkan aus dem Holozän in Äthiopien in der Sahaebene südöstlich des Manda Hararos. Er ist auch unter den Namen Kurub Koma, Curub oder Kurub Koba  bekannt. Sein östlicher Lavafluss wurde mittels der Kalium-Argon-Methode auf ca. 300.000 Jahre datiert. Der Hauptkrater ist durch Winde mit Sand gefüllt. Das Gebiet um den Kurub ist von NNW-ausgerichteten Erdspalten durchzogen. In den 1930er Jahren wurde fumarolische Aktivität beobachtet. Er befindet sich außerdem im sogenannten Tendaho-Feld.